# 源石和輝の土曜スタイル!
『源石和輝の土曜スタイル!』（げんいしかずてるのどようすたいる!）は、東海ラジオ放送の土曜日午前のワイド番組。2006年4月8日から2010年4月3日まで放送。番組名の通称は「土曜スタイル」だが、さらに省略して「土スタ」と呼ばれる事もある。

## 放送時間
- 毎週土曜：9時～12時

## パーソナリティ
- 源石和輝（東海ラジオアナウンサー）
- 内藤洋子（エッセイスト、元中日ドラゴンズ外野手・平野謙の実姉）

ピンチヒッター
- 2007年10月27日は源石アナに代わり、小島一宏が登場。

## 番組コーナー
各時間帯ごとにテーマを設けている。
- 9時台 - 「ニュースな1時間」
- 10時台 - 「エンタメ&週末情報な1時間」
- 11時台 - 「コミュニケーションな1時間」

### 9時台
- 今週のニュースランキング
オープニングコーナー。1週間におきたニュースや話題を第10位から1位まで番組独自のランキング形式にし、『内藤のひとくちコメント＋源石のニュース読み』で進められる。
- 『YES・NOトークバトル!』テーマ発表
- 番組レポーター（古池・雷門・タックイン）の送り出し
いずれもパーソナリティとの絡みあり
- 中日ハウジングセンターイベント情報
- ピアゴお買い得情報（提供：ピアゴ）
週替わりでピアゴ各店の担当者が電話で当日のおすすめ商品を2～3商品ほどピックアップして紹介。その後加藤敏彦（新名クッキングスクール校長。都合により他の先生が担当することもある）によるおすすめ商品を使ったレシピ紹介がある。『ユーストアお買い得情報』時代からコーナーが放送される時間帯が平均的なスーパーが開店時間とする10時に近いこともあり、『ピアゴはまもなく10時開店です。…』といった宣伝文が天野鎮雄によって読まれている。
- ポプラ社 歴史トリビア クイズおしゃべり偉人伝（2009年4月4日～、提供：ポプラ社）
毎週歴史上の偉人を取り上げ、その偉人にまつわる様々な情報をクイズ形式にして伝えていく。企画ネットという形ではあるが、STVラジオ・ABCラジオ・KBCラジオでも放送されている。

### 10時台
- 梨元勝の芸能スタイル!
芸能レポーター・梨元勝が電話で気になる芸能情報を伝えるというもの。
- ザ・ベストワン！
松永安浩が今週一番の曲を生中継で紹介し、リスナーから時間限定で感想を送ってもらう（松永の曲紹介についての感想を送ってくる事も多い）。以前は、マニア向けするような曲が紹介されることが多く、（特に番組改編期が近くなると、コーナー存続について）源石などから冗談を言われる事もある。
2009年5月30日までは、「松永安浩のこの曲どーだ!」というコーナー名だった。
- 高橋佳延 家づくり指南番（提供：日建ホームズ）
日建ホームズ・高橋佳延社長と佐藤友香アナウンサーが家づくりについてトーク。
- 雷門幸福のイッポウ生中継!
落語家・雷門幸福が毎回ニュースな現場から中継する。コーナータイトル名は某放送局で放送されている番組名とかけている。以前は『雷門幸福のしあわせ訪問岐阜の旅!』というタイトルで、岐阜県内のおすすめスポットを紹介していた。
- タックインのしあわせ生中継！50の提言（2009年4月4日～）
タックインが街に飛び出して生の声をレポートする。
- ちょっとお出かけ!
週末にお薦めの行楽情報を紹介。
- 稚内観光情報（不定期）
- 御園座だより
御園座の公演情報や出演者の紹介。2009年3月までは『御園座にいりゃあ～せ』というタイトルだったが、4月以降は『御園座だより』へ変更された。
- アシアナスタイル
韓国の旬な情報を紹介する。
- 交通情報

### 11時台
- 内藤洋子がこの頃思うこと
日々の生活の中で、内藤洋子が感じ取った事をエッセイ形式にして話をする。
- クリーニング一口メモ（提供：愛知県クリーニング生活衛生同業組合）
クリーニングにおける注意点等を中心とした話をする。
- YES・NOトークバトル!
毎週オープニングで発表されるテーマについて、YES・NOの立場でディスカッションを行う。
毎週5～6人電話で話せる相手を募集する。
- いい本この本立ち読み情報（提供：夢屋書店〈ユニーグループ〉）
夢屋書店スタッフが毎週お薦めの本を紹介する。
- 古池真由美のダイナマイト生中継！
スタジオを飛び出して、スポーツの生中継をする。
2009年5月30日までは、「古池真由美のこの街どーだ!」というコーナー名で、10時台と11時台の2回に分けて生中継をしていた。
- タチヤ・ピッチピチ食材はこれだ!（月1回）
東海ラジオレポートドライバーがタチヤの1店舗で当日担当者を相手に商品を値切っていくというもの。このコーナーは土曜スタイルが放送されている時間枠で長年放送されている。
- 中日新聞ニュース・天気予報・交通情報
- エンディング

### 過去のコーナー
- 蟹江篤子のモッタイナイさまさま（提供：経済産業省中部経済産業局）
2006年12月まで。全13回のコーナー
- 兵藤ゆきの東京より愛をこめて（2007年8月4日から）
元「兵藤ゆきのN.Y.より愛をこめて」（2006年3月まで独立番組）。帰国によりタイトル変更。2007年9月29日まで。
- ライオン・天気予報（提供:ライオン）
2009年3月28日まで放送されていた9時台の天気予報。通常の天気予報を伝えるほか、洗濯指数も伝える。
2006年12月頃までは、「トップ・天気予報」というコーナー名だった。
- グリーンスタイル（提供：名古屋市みどりの協会）
みどりの協会おすすめの公園や緑・自然に関連したイベント情報をゲストを迎えて届ける。2009年3月28日まで。
- 源石和輝のライフスタイル!
最近は内藤洋子と一緒に外出した時に話をすることが多い
- Save the Safety Life（提供：愛知県警察）

## その他
- この番組では「中日ドラゴンズ チケット発売情報」というコーナー名で、放送当日や近日発売されるナゴヤドームで開催されるドラゴンズ戦のチケットの発売状況を伝える。
- 毎週気になったニュースを送ってくれた人の中から、一人抽選でその時スタッフが選んだ食べ物を送ってくれる。
- 番組の内容が時間帯によって変わるせいか、それに合わせてジングルも変わる。

| 東海ラジオ放送 土曜午前ワイド（9:00-正午枠） | 東海ラジオ放送 土曜午前ワイド（9:00-正午枠） | 東海ラジオ放送 土曜午前ワイド（9:00-正午枠）                                                  |
| 前番組                                       | 番組名                                       | 次番組                                                                                        |
| -------------------------------------------- | -------------------------------------------- | --------------------------------------------------------------------------------------------- |
| 原光隆の土曜はごきげん                       | 源石和輝の土曜スタイル                       | 小島一宏 一週間のごぶサタデー （9:00 - 11:00）兵藤ゆきのハッピーにゆきね〜! （11:00 - 14:00） |